# Дрыгомо
Дрыгомо (Дрыгома) — деревня в Селижаровском районе Тверской области. Относится к Березугскому сельскому поселению. До 2006 года была центром Дрыгомского сельского округа.

Расположено в 18 километрах к северо-востоку от районного центра Селижарово.

Главная улица вытянута вдоль речки Якшина, которая на окраине деревни впадает в реку Дедушу. Дедуша через Тихвину, Селижаровку впадает в Волгу.
В 1997 году — 53 хозяйств, 129 жителей. Центральная усадьба колхоза им. Мичурина, неполная средняя школа, ДК, библиотека.

Население по переписи 2002 года — 91 человек, 42 мужчины, 49 женщин.
В середине XIX века относилась к Рытовскому приходу (погост Рытое в 2 км к югу от деревни) одноимённой волости Осташковского уезда. В 1859 в казенной деревне Дрыгомо 21 двор, 167 жителей, в 1889 — 45 дворов, 236 жителей. В 1919 — центр одноимённого сельсовета Дрыгомской волости Осташковского уезда, 52 двора, 309 жителей.
В ноябре 1941 года южнее деревни шли ожесточенные бои с немецко-фашистскими войсками. На этом рубеже враг был остановлен. Дрыгомо не было занято фашистами, сюда с поля боя свозили убитых и раненых бойцов. С таянием снега весной 1942 года находили тела незахороненных бойцов. Зачастую их предавали земле там, где нашли: на полях, у дорог. Позднее, в 1953—1954 годах воины-красноармейцы погибшие на территории Дрыгомского (Рытовского) сельского Совета были перезахоронены в одну братскую могилу, тогда же был установлен памятник советскому солдату. На гранитных плитах монумента высечены имена 155 воинов.

## Население
| 1859 | 1889 | 1997 | 2002 | 2010 |
| ---- | ---- | ---- | ---- | ---- |
| 167  | ↗236 | ↘129 | ↘91  | ↘54  |